# Bahnstrecke Svor–Jablonné v Podještědí
| Kursbuchstrecke: | 8n (1975)            |                                                   |                                                   |
| Streckenlänge: | 17,196 km            |                                                   |                                                   |
| Spurweite: | 1435 mm (Normalspur) |                                                   |                                                   |
| Maximale Neigung: | 25 ‰                 |                                                   |                                                   |
| |                      |                                                   |                                                   |
| \| \| \| von Ebersbach (Sachs) (vorm. BNB) \| \| \| \| -0,072 \| Svor früher Röhrsdorf \| Svor früher Röhrsdorf \| \| \| 0,000 \| nach Bakov nad Jizerou (vorm. BNB) \| nach Bakov nad Jizerou (vorm. BNB) \| \| \| 4,539 \| Cvikov früher Zwickau i. B. \| Cvikov früher Zwickau i. B. \| \| \| 6,977 \| Lindava früher Lindenau \| Lindava früher Lindenau \| \| \| 9,436 \| Kunratice u Cvikova früher Kunnersdorf \| Kunratice u Cvikova früher Kunnersdorf \| \| \| 14,100 \| Heřmanice u Německého Jablonného früher Hermsdorf \| Heřmanice u Německého Jablonného früher Hermsdorf \| \| \| \| von Řetenice (vorm. ATE) \| \| \| \| 17,124 \| Jablonné v Podještědí früher Deutsch Gabel \| Jablonné v Podještědí früher Deutsch Gabel \| \| \| \| nach Liberec (vorm. ATE) \| \| \| \| \| \| \| \| Quellen: [1] \| \| \| \| |                      |                                                   |                                                   |
| Strecke |                      | von Ebersbach (Sachs) (vorm. BNB)                 | von Ebersbach (Sachs) (vorm. BNB)                 |
| Bahnhof | -0,072               | Svor früher Röhrsdorf                             | Svor früher Röhrsdorf                             |
| Abzweig ehemals geradeaus und nach rechts | 0,000                | nach Bakov nad Jizerou (vorm. BNB)                | nach Bakov nad Jizerou (vorm. BNB)                |
| Bahnhof (Strecke außer Betrieb) | 4,539                | Cvikov früher Zwickau i. B.                       | Cvikov früher Zwickau i. B.                       |
| Haltepunkt / Haltestelle (Strecke außer Betrieb) | 6,977                | Lindava früher Lindenau                           | Lindava früher Lindenau                           |
| Bahnhof (Strecke außer Betrieb) | 9,436                | Kunratice u Cvikova früher Kunnersdorf            | Kunratice u Cvikova früher Kunnersdorf            |
| Haltepunkt / Haltestelle (Strecke außer Betrieb) | 14,100               | Heřmanice u Německého Jablonného früher Hermsdorf | Heřmanice u Německého Jablonného früher Hermsdorf |
| Abzweig ehemals geradeaus und von rechts |                      | von Řetenice (vorm. ATE)                          | von Řetenice (vorm. ATE)                          |
| Bahnhof | 17,124               | Jablonné v Podještědí früher Deutsch Gabel        | Jablonné v Podještědí früher Deutsch Gabel        |
| Strecke |                      | nach Liberec (vorm. ATE)                          | nach Liberec (vorm. ATE)                          |
| |                      |                                                   |                                                   |
| Quellen: |                      |                                                   |                                                   |

Die Bahnstrecke Svor–Jablonné v Podještědí war eine regionale Eisenbahnverbindung in Tschechien, die ursprünglich durch die k.k. priv. Böhmische Nordbahn (BNB) als Lokalbahn erbaut und betrieben wurde. Sie zweigte in Svor (Röhrsdorf) von der Bahnstrecke Bakov nad Jizerou–Ebersbach ab und führte am Fuß des Lausitzer Gebirges über Cvikov (Zwickau i. B.) nach Jablonné v Podještědí (Deutsch Gabel), wo sie in die Bahnstrecke Řetenice–Liberec einmündete.

## Geschichte
Am 26. Dezember 1885 wurde der privilegirten Böhmischen Nordbahn-Gesellschaft das Recht zum Baue und Betriebe einer als normalspurige Localbahn auszuführenden Locomotiveisenbahn von der Station Röhrsdorf-Zwickau der der privilegirten Böhmischen Nordbahn-Gesellschaft nach Zwickau erteilt. Da kaum Kunstbauten nötig waren, wurde die kurze Strecke schon am 1. September 1886 eröffnet. Im Fahrplan von 1900 waren vier gemischte Zugpaare 2. bis 3. Klasse verzeichnet, die für die acht Kilometer lange Strecke 17 Minuten benötigten.

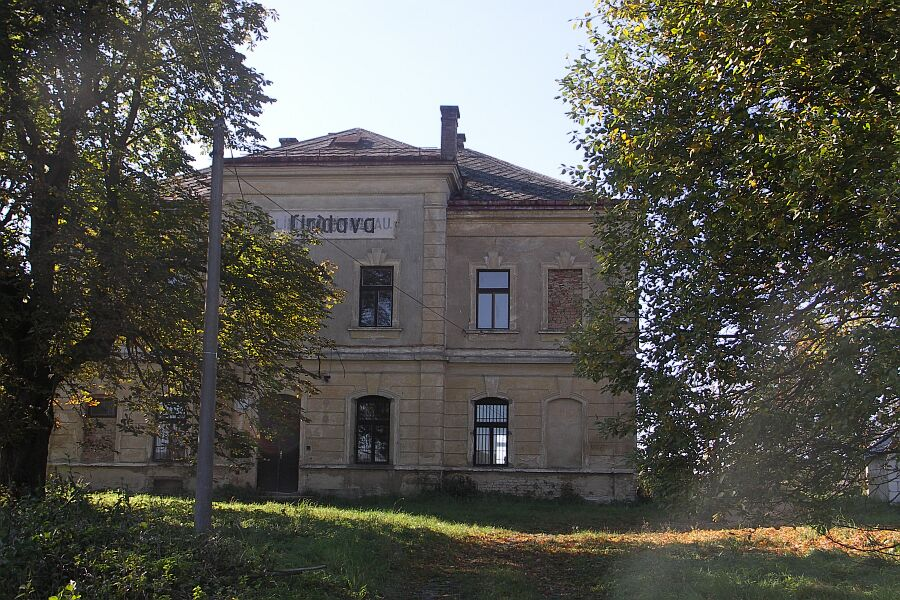
Bahnhof Lindava (2007)

Nach der Errichtung der Nordböhmischen Transversalbahn von Teplitz nach Reichenberg in den Jahren 1897–1900 wurde der Bau in Richtung Deutsch Gabel fortgesetzt. Am 9. Februar 1903 erhielt die BNB die Konzession für diesen Abschnitt. Als Baufrist waren zwei Jahre ab Konzessionserteilung festgesetzt. Ausgestellt war die Konzession bis zum 7. Jänner 1963. Am 7. Oktober 1905 wurde die Strecke eröffnet.
Nach der Verstaatlichung der BNB ging die Strecke zum 1. Jänner 1908 an die k.k. Staatsbahnen (kkStB) über. Im Jahr 1910 entstanden Pläne zur Errichtung einer elektrischen Lokalbahn entlang der Alten Leipaer Straße von Dobern über Bürgstein, Zwickau und Großmergthal nach Krombach, die jedoch seitens des Staates wenig Unterstützung fanden und letztlich nicht zur Ausführung gelangten.

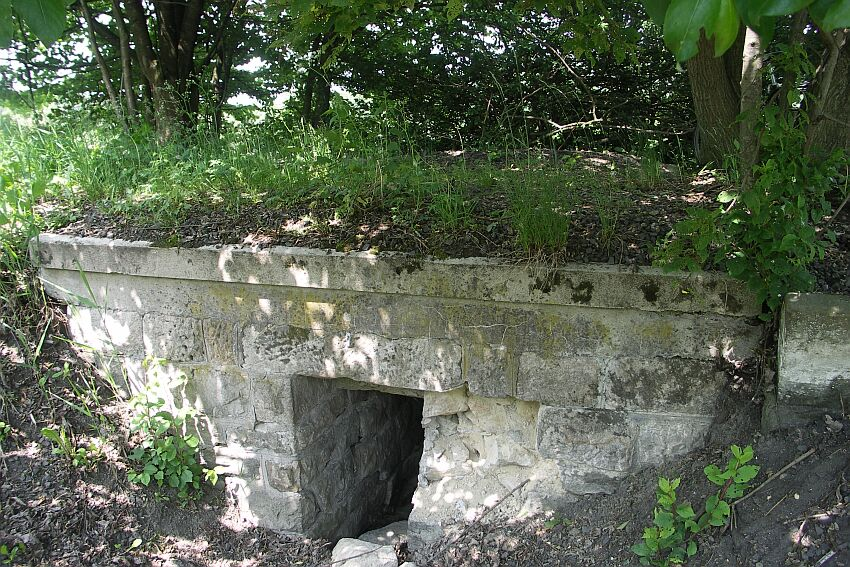
Relikt der Strecke am Zwickauer Teich (Cvikovský rybník);

Im Jahr 1912 wies der Fahrplan der Lokalbahn vier gemischte Zugpaare 2. und 3. Klasse über die Gesamtstrecke aus. Die Züge benötigten für die 21 Kilometer etwas über eine Stunde. Weitere Züge bedienten die Teilstrecke Röhrsdorf–Zwickau.
Nach dem Ersten Weltkrieg kam die Strecke zum Netz der neugegründeten Tschechoslowakischen Staatsbahnen (ČSD).
Im Betrieb der ČSD kam es sukzessive zur Verdichtung des Fahrplanes. Der ab 3. Oktober 1937 gültige Winterfahrplan 1937/38 verzeichnete sieben Personenzugpaare zwischen Röhrsdorf und Zwickau und vier zwischen Zwickau und Deutsch Gabel. Die Haltestelle Heřmanice u Německého Jablonného / Hermsdorf bei Deutsch-Gabel wurde mangels Bedarf nicht mehr bedient und später ganz aufgelassen. Einen Teil des Reiseverkehrs übernahm bereits eine parallel geführte Autobusverbindung der ČSD, auf die im Eisenbahnfahrplan explizit verwiesen wurde.
Nach der Angliederung des Sudetenlandes an Deutschland im Herbst 1938 kam die Strecke zur Deutschen Reichsbahn, Reichsbahndirektion Dresden. Im Reichskursbuch war die Verbindung zunächst als Kursbuchstrecke 136b und später als 162b Röhrsdorf (Sudetenl)–Deutsch Gabel enthalten. Nach dem Ende des Zweiten Weltkrieges kam die Strecke wieder zu den ČSD.
Eine Zäsur war die Vertreibung der deutschböhmischen Bevölkerung im Bahngebiet in den Jahren 1945 und 1946. Da eine Neubesiedlung mit Tschechen nur in geringem Umfang gelang, sank die erbrachte Verkehrsleistung auf einen Bruchteil des Vorkriegswertes. Die ČSD führten fortan alle Reisezüge als Motorzug.
Auf dem 14. Kongress der Kommunistischen Partei der Tschechoslowakei (KSČ) im Jahr 1971 wurde die schrittweise Aufgabe ineffizienter Betriebe formuliert. Diese Forderung war auch die Grundlage für die Erstellung von Rentabilitätsstudien für 45 Eisenbahnstrecken. Die Studien sahen unter anderem auch die Stilllegung der Strecke Svor–Jablonné v Podještědí vor.
Am 27. Mai 1973 endete der Reiseverkehr auf der Schiene. In der Folge war die Strecke auch weiterhin noch im Kursbuch der ČSD enthalten, alle Züge verkehrten im  Schienenersatzverkehr mit Bussen der ČSAD. Am 28. Mai 1977 wurde der Abschnitt Svor–Cvikov stillgelegt. Für den Bau der Ortsumgehung Svor im Zuge der Fernstraße I/13 wurde noch im gleichen Jahr ein Teil der Strecke abgerissen.
Zwischen Cvikov und Jablonné blieb die Strecke – nunmehr zur Anschlussbahn („vlečka“) abgestuft – weiter in Betrieb. Bis 1986 wurde das Sägewerk in Cvikov noch im Güterverkehr bedient. Am 31. Mai 1986 wurde auch dieser Abschnitt stillgelegt. Heute ist die Strecke abgebaut.
Am 16. April 2025 wurde auf der erhaltenen Trasse zwischen Svor und Cvikov ein Fahrradweg eröffnet. Die Kosten von 33 Millionen Kronen wurden großteils vom 
Staatlichen Fonds für Verkehrsinfrastruktur übernommen. Im Winter ist eine Nutzung als Langlaufloipe angedacht.